# Astomum wattsii
Astomum wattsii là một loài rêu trong họ Pottiaceae. Loài này được Broth. ex G. Roth mô tả khoa học đầu tiên năm 1914.